# 1487
1487 (MCDLXXXVII) je bilo navadno leto, ki se je po julijanskem koledarju začelo na ponedeljek.

## Dogodki
- 1. januar

## Rojstva
- 2. februar - Ivan Zapolja, transilvanski vojvoda in knez, od leta 1528 do 1540 tudi kralj dela Ogrske († 1540)